# アレクセイ・ネステレンコ
アレクセイ・ネステレンコ（ベラルーシ語:  Аляксей Несьцярэнка ; 英語: Alexey V. Nesterenko）は、ベラルーシの核物理学者。現在ベルラド放射能安全研究所所長。

## 経歴・人物
ベラルーシ科学アカデミーの核エネルギー研究所の所長ののち、政府当局に対抗してチェルノブイリ原子力発電所事故による住民の健康被害の防止に努め、ベルラド放射能安全研究所を設立したワシリー・ネステレンコの子。
2007年、ロシアの生物学者アレクセイ・ヤブロコフ、父ワシリーとともに、英語文献や、ロシア、ウクライナ、ベラルーシなどスラブ系の諸言語の記録や文献をもとに報告書『チェルノブイリ――大惨事が人びとと環境におよぼした影響』をまとめ、同事故による死者数は1986年から2004年の間で少なくとも98万5000人に達するとの推計を発表した。
欧州放射線リスク委員会（ECRR）2010年勧告の編集に参加。
2011年8月、NHKテレビ「ピックアップ＠アジア チェルノブイリと福島・ベラルーシから学ぶこと」に出演。「日本ではソビエト連邦と同じように情報の隠蔽が行われている印象があります。重要なのは、まず食料を厳重に検査し管理することです。次に住民、特に子供たちの体内にどのくらい放射性物質が取り込まれたのか、検査を続けることです。そして住民に食物から放射性物質を除去する方法など放射性物質の影響を少なくする情報を教えることです」「日本の基準はベラルーシに比べてあまりに緩すぎて、酷いと言っても良いくらいです。」等と述べた。
2012年5月、ジュネーヴで開かれた「WHO（世界保健機関）独立を求める会」主催の国際フォーラム「放射能防護に関する科学者と市民のフォーラム——チェルノブイリからフクシマまで——」に出席。
2012年10月、来日。福島第一原発事故被災地視察・講演・記者会見を行う。